# Wil Hartog

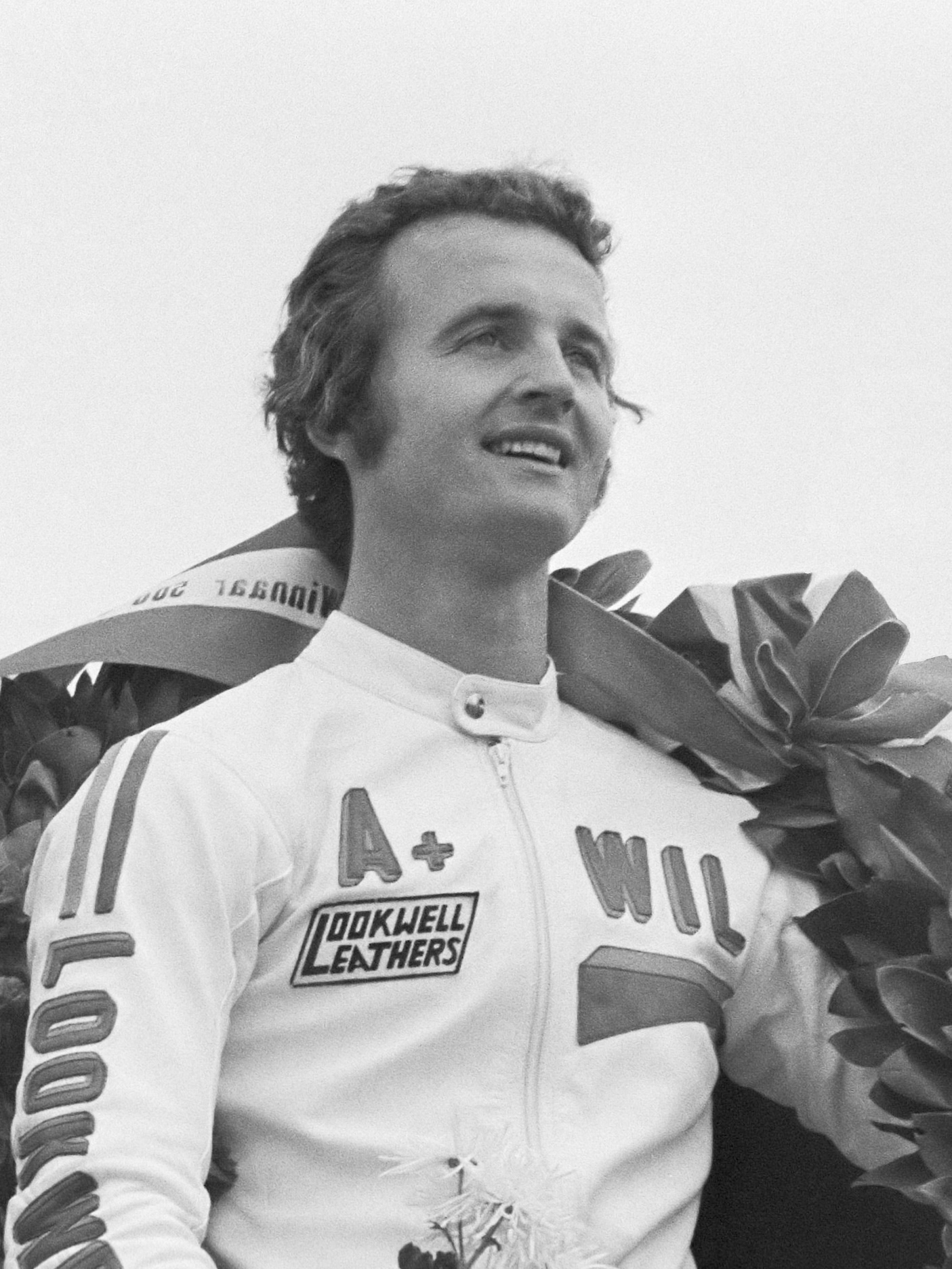
Wil Hartog 1977 nach seinem Sieg bei der Dutch TT in Assen

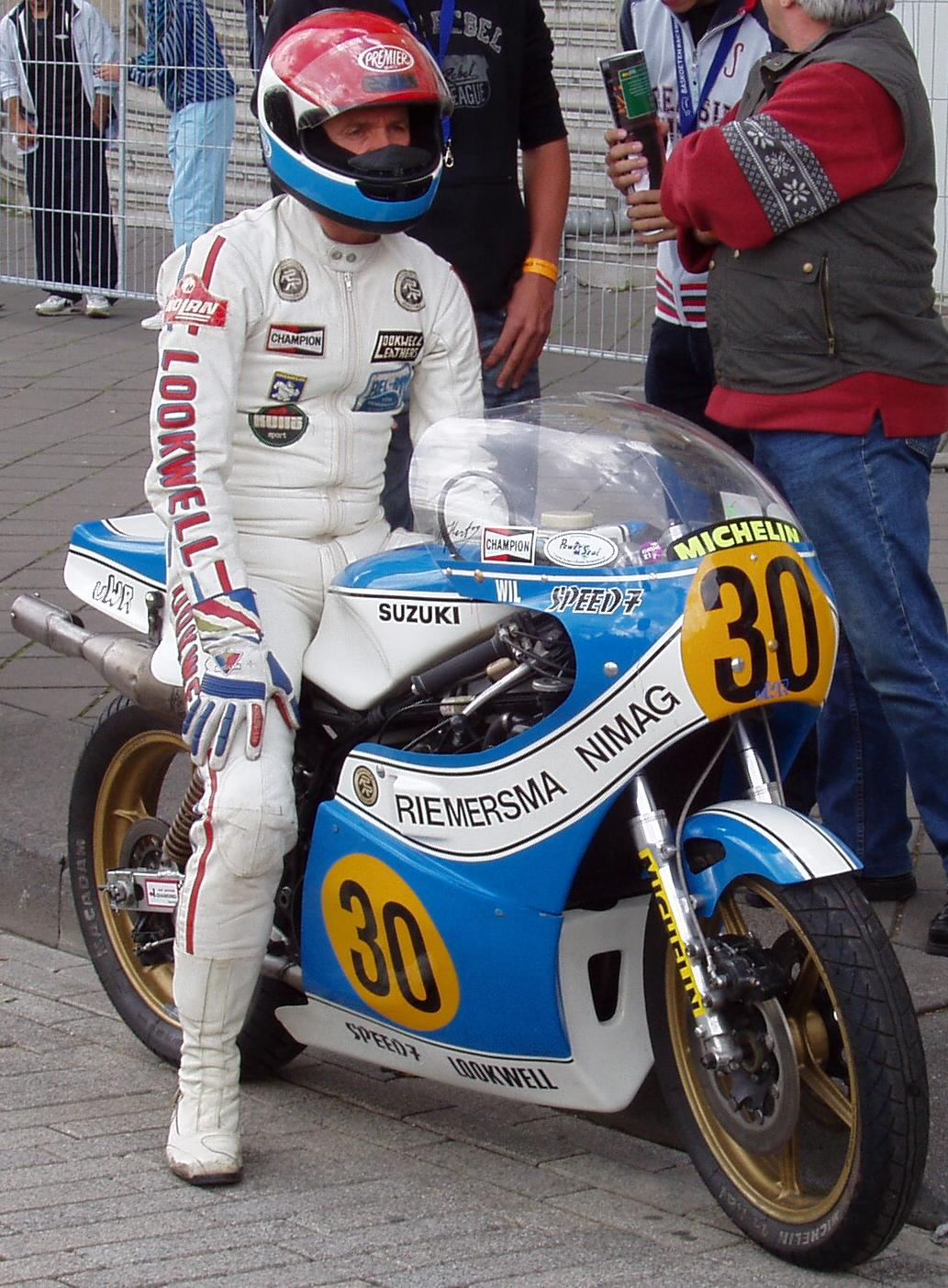
Wil Hartog 2005 auf Suzuki

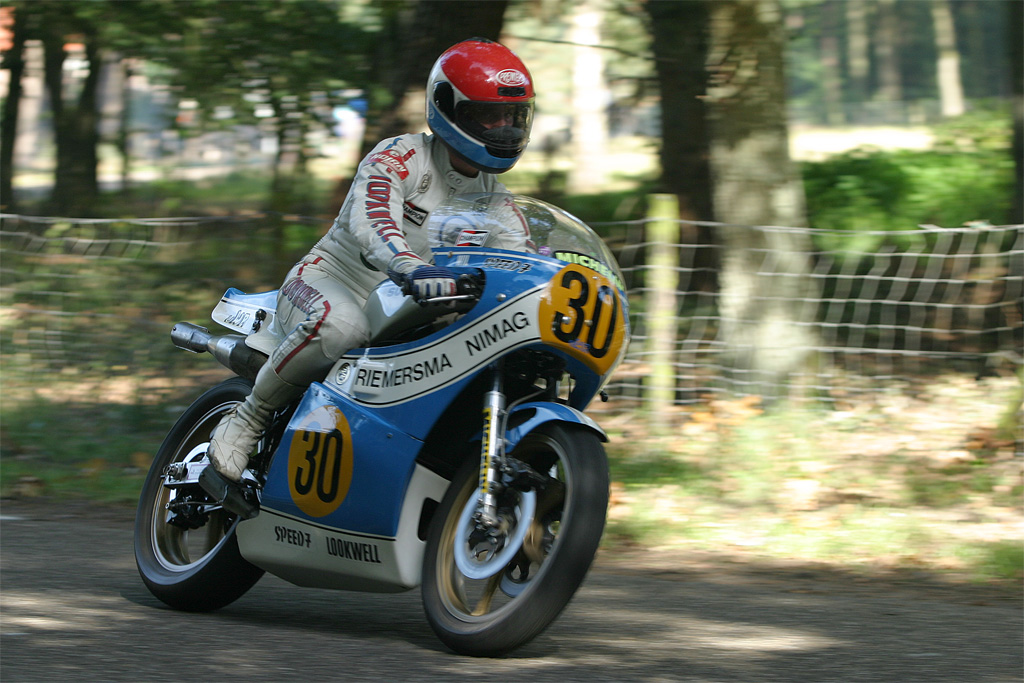
Hartog 2005 in Aktion

Wil Hartog (* 28. Mai 1948 in Aartswoud) ist ein ehemaliger niederländischer Motorradrennfahrer und Unternehmer.
Hartog war zwölf Mal niederländischer Meister und erreichte fünf Grand-Prix-Siege in der Motorrad-Weltmeisterschaft. Er bildete zusammen mit Jack Middelburg und Boet van Dulmen ein Trio, das von der niederländischen Presse die Großen Drei genannt wurde, und war der Erfolgreichste der drei Piloten. Zu seinen Spezialitäten zählten sehr schnelle Starts.
Wil Hartog trug regelmäßig weiße Lederkombis, eine Angewohnheit, die er sich vom Schweden Kent Andersson abgeschaut hatte. Aus diesem Grund und wegen seiner für einen Motorradrennfahrer eher hinderlichen Körpergröße von mehr als 1,80 m war er auch unter dem Spitznamen Der weiße Riese bekannt. Kenny Roberts sr. gab ihm aufgrund der englischen Aussprache seines Namens den Beinamen Hotdog.

## Karriere
Wil Hartog wurde 1948 in Aartswoud geboren. 1950 zog er mit seiner Familie nach Abbekerk in West-Friesland. Sein erstes Moped war eine Berini. Am 7. Mai 1967 bestritt der Niederländer auf einer Suzuki T20 in Zandvoort sein erstes Motorradrennen. Dabei belegte er mit seiner 250-cm³-Maschine im Rennen der 500-cm³-Klasse den achten Rang. Der erste Sieg gelang Hartog auf einer 125er-Standard-Honda-CR93-Rockanje im Jahr 1968. 1969 gewann er in der 250-cm³-Klasse auf einer Yamaha zum ersten Titel in der niederländischen Straßenmeisterschaft. Bis einschließlich 1972 folgten diesem fünf weitere nationale Titel, jeweils auf Yamaha in den Klassen bis 125, bis 250 und bis 500 cm³.
Sein erstes Ausrufezeichen in der Motorrad-Weltmeisterschaft setzte Wil Hartog nach einigen erfolglosen Versuchen in den vorangegangenen Jahren 1973 bei der Dutch TT im heimischen Assen. Er wurde im Lauf der Halbliterklasse, der Königsklasse des Motorradrennsports, hinter dem Briten Phil Read (MV Agusta), dem Neuseeländer Kim Newcombe (König) und dem Franzosen Christian Bourgeois (Yamaha) Vierter. Bis einschließlich 1976 konzentrierte sich Hartog weiter auf die niederländische Meisterschaft und startete nur bei der Dutch TT in der WM. 1975 wurde er Sechster im 350er-Lauf und 1976 feierte er mit Rang drei hinter Barry Sheene und Pat Hennen (beide Suzuki) in der Halbliterklasse seinen ersten Podestplatz in der Weltmeisterschaft. In der niederländischen Meisterschaft gewann er in der 500er-Kategorie seinen zwölften und letzten Meistertitel.
Ab der Saison 1977 startete Wil Hartog erstmals auf Suzuki und konzentrierte sich ab jetzt auf die WM-Läufe. Höhepunkt der Saison war der Sieg auf seiner privat eingesetzten Suzuki RG 500 im 500-cm³-Lauf um die Dutch TT im heimischen Assen bei strömendem Regen – und das, obwohl er im Training an heftigen Magenproblemen gelitten hatte. Lediglich der Franzose Christian Estrosi schaffte es, dem Niederländer das Leben eine Weile lang schwer zu machen, fiel aber dann aus. Hartog wurde damit der erste niederländische Fahrer, der einen Grand Prix in der Königsklasse gewann. Er beendete die Saison als Zehnter im Gesamtklassement und empfahl sich damit für einen Werksvertrag in der kommenden Saison.
Für 1978 wurde Hartog folgerichtig von Suzuki als Werksfahrer im Team Heron-Suzuki an die Seite von Nummer-1-Fahrer Barry Sheene verpflichtet. Er siegte bei den Großen Preisen von Belgien in Spa-Francorchamps und Finnland in Imatra und wurde beim Grand Prix von Schweden in Karlskoga Zweiter hinter Sheene. In der Gesamtwertung belegte Hartog damit hinter dem US-Amerikaner Kenny Roberts sr. (Yamaha), Barry Sheene und dem Venezolaner Johnny Cecotto (ebenfalls Yamaha) den vierten Platz.
Im Jahr 1979 pilotierte Hartog eine Werks-Suzuki im Team Riemersma Racing und siegte beim Großen Preis von Deutschland in Hockenheim vor Kenny Roberts sr. (Yamaha) und dem Italiener Virginio Ferrari (Suzuki). Hinzu kamen ein zweiter und drei dritte Ränge, womit der Niederländer hinter Roberts sr., Ferrari und Sheene erneut WM-Rang vier erreichte. In der Saison 1980 errang Wil Hartog in Finnland den fünften und letzten Grand-Prix-Sieg seiner Laufbahn sowie Rang sechs im 500er-Endklassement. Nach der Saison 1981 verkündete Wil Hartog für viele unerwartet seinen Rücktritt vom Motorradsport, da er mit den erzielten Ergebnissen nicht mehr zufrieden war.
Nach seiner Rennfahrerkarriere arbeitete Hartog im Familienunternehmen, das sich mit der künstlichen Trocknung von Grünfuttermitteln beschäftigte. Nach dem Tod seines Vaters im Jahr 1987 führt er es zusammen mit seiner Mutter und seinem Bruder Peter. Mittlerweile operiert das Unternehmen Grasdrogerij Hartog B.V. aus Abbekerk international.
Außerdem ist Wil Hartog mit der Suzuki, mit der er 1977 die Dutch TT gewann häufiger Gast bei Classic-Veranstaltungen. Sein Neffe Rob (* 1992) ist ebenfalls Motorradrennfahrer und startete u. a. in der Supersport-Weltmeisterschaft.

## Statistik

### Erfolge
- Niederländischer 125-cm³-Meister: 1970[1]
- Niederländischer 250-cm³-Meister: 1969, 1970, 1971, 1972, 1975[1]
- Niederländischer 350-cm³-Meister: 1973, 1975[1]
- Niederländischer 500-cm³-Meister: 1972, 1973, 1975, 1976[1]
- 5 Grand-Prix-Siege

### In der Motorrad-Weltmeisterschaft
| Saison | Klasse  | Motorrad | Rennen | Siege | Podien | Poles | Punkte | Ergebnis |
| ------ | ------- | -------- | ------ | ----- | ------ | ----- | ------ | -------- |
| 1973   | 500 cm³ | Yamaha   | 1      | –     | –      | –     | 8      | 24.      |
| 1975   | 350 cm³ | Yamaha   | 1      | –     | –      | –     | 5      | 26.      |
| 1976   | 500 cm³ | Suzuki   | 1      | –     | 1      | –     | 10     | 21.      |
| 1977   | 500 cm³ | Suzuki   | 4      | 1     | 1      | –     | 30     | 10.      |
| 1978   | 500 cm³ | Suzuki   | 10     | 2     | 3      | –     | 65     | 4.       |
| 1979   | 500 cm³ | Suzuki   | 11     | 1     | 5      | –     | 66     | 4.       |
| 1980   | 500 cm³ | Suzuki   | 6      | 1     | 2      | –     | 31     | 6.       |
| 1981   | 500 cm³ | Suzuki   | 2      | –     | –      | –     | 2      | 23.      |
| Gesamt | Gesamt  | Gesamt   | 36     | 5     | 12     | 0     | 217    |          |

## Verweise